# Dorfkirche Lichtenrade

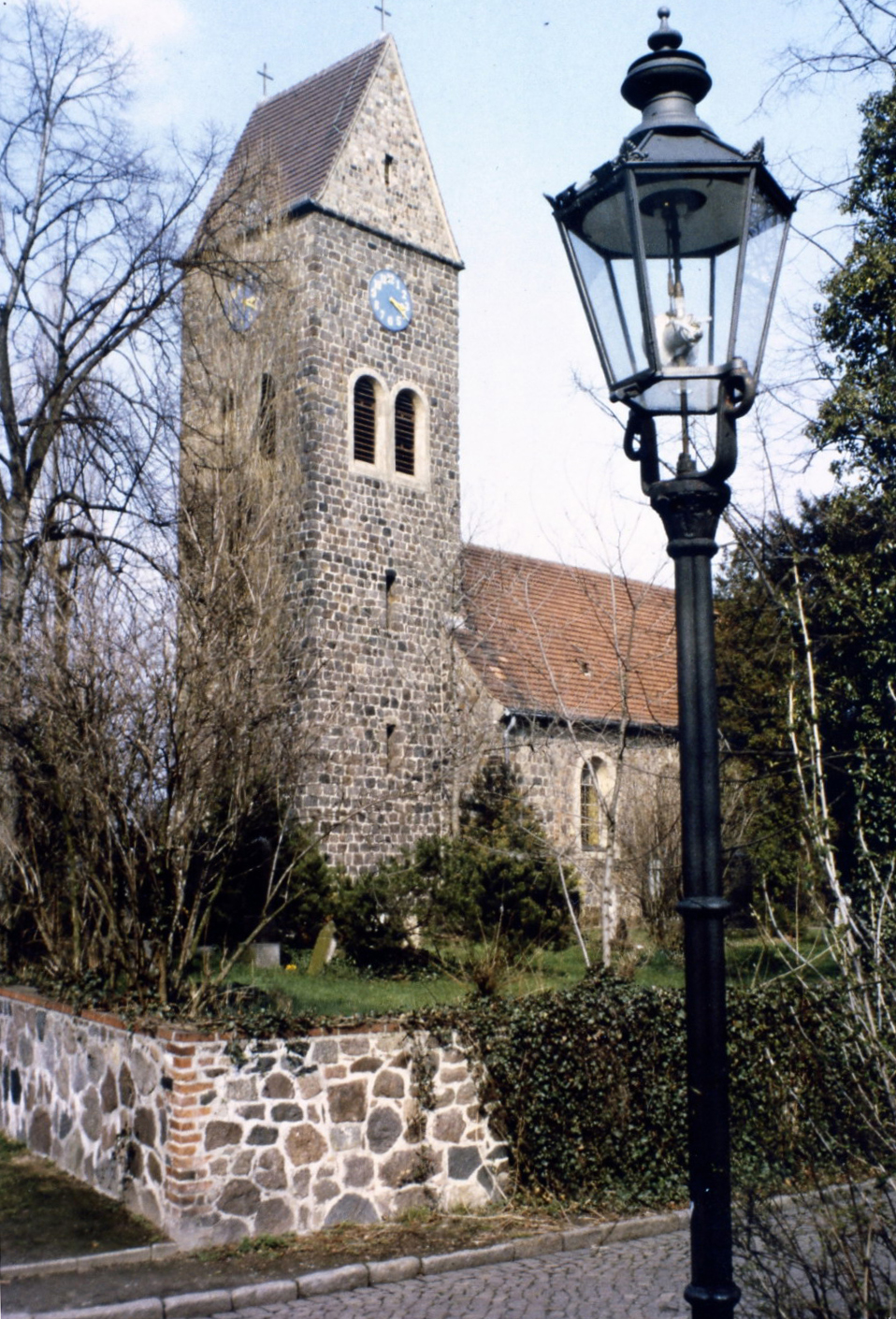
Dorfkirche Lichtenrade mit Friedhofsmauer (Blick von Südwesten)

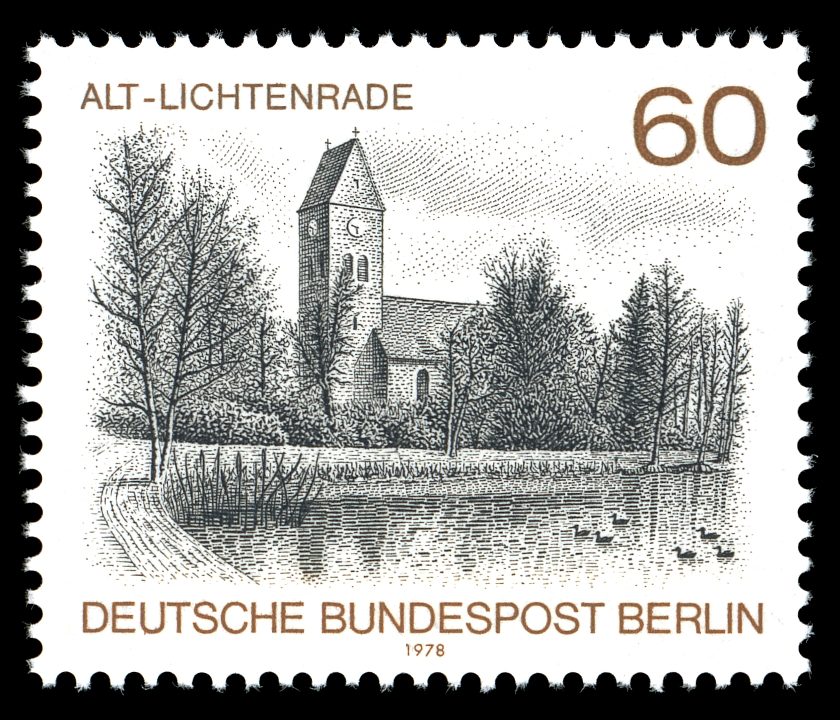
Briefmarke (1978)

Die Dorfkirche Lichtenrade ist eine Kirche im Ortsteil Lichtenrade des Berliner Bezirks Tempelhof-Schöneberg. Sie steht auf dem ehemaligen Dorfanger. Gleich neben dem Gotteshaus befindet sich der Giebelpfuhl, der als größter Berliner Dorfteich gilt. Am Ostende der Kirche, die ursprünglich turmlos war, steht das ehemalige Pfarrhaus aus gelben Backsteinen.

## Geschichte
Das Dorf wurde wohl um 1230 gegründet und erhielt sehr wahrscheinlich zunächst eine hölzerne Kirche. Sie wurde in der 1. Hälfte des 14. Jahrhunderts durch eine schlichte Saalkirche aus wenig sorgfältig gequadertem Feldsteinen mit vielen Auszwickungen in den Fugen aufgemauert. Auf die relativ späte Erbauungszeit deuten die Fassungen aus roten Backsteinen für ein spitzbogiges Fenster und für eine Spitzbogenpforte an der Südwand des Langhauses hin. Diese Öffnungen wurden 1769 zugemauert, als größere Fenster eingebrochen wurden, um mehr Licht für das Lesen der Gesangbücher zu haben, die mit der Reformation in Brandenburg (1539) eingeführt worden waren.
Lichtenrade gehört zum früheren Bezirk Tempelhof, in dem es drei weitere Feldsteinkirchen gibt: Tempelhof, Mariendorf und Marienfelde. Sie wurden vom Templerorden gebaut auf dessen Bodeneigentum, um die Mitte des 13. Jahrhunderts. Die Dorfkirche Lichtenrade wurde etwa 50 Jahre später errichtet, auf einem anderen Grundrisstyp. Sie ist also – anders als manchmal behauptet – keine Tempelritterkirche.
Während des Mittelalters hatte die Kirche wahrscheinlich keinen Turm. Ein mit Brettern verkleideter Fachwerkbau als Dachturm aus der Zeit um 1660 wurde 1810 wegen Baufälligkeit abgetragen. Erst 1902 erhielt die Kirche einen neuen quadratischen, nach dem Entwurf des Baurats Georg Schwartzkopff aus Feldsteinen errichteten Turm, in dem auch die Vorhalle liegt. Er ist für einen Dorfkirchenturm relativ hoch und die Turmspitze war aufwendig gestaltet: Sein steiler oktogonaler Schieferhelm war von vier kleinen Spitztürmchen begleitet, wie man sie vor allem von Stadtkirchen kennt. Der aufwendige Bau, der vom örtlichen Pfarrer Klein energisch gegen alle Widerstände vorwärts getrieben wurde, war so ungewöhnlich teuer, dass der zunächst ablehnende Landrat Ernst von Stubenrauch ihn als „Kleins Größenwahn“ bezeichnete. Klein setzte sich zwar durch, jedoch brannte die Kirche bei einem Bombenangriff im Zweiten Weltkrieg bis auf die Umfassungsmauern ab; dabei wurde auch der Turmhelm vernichtet. 1949 wurde er durch ein schlichtes, querstehendes Satteldach ersetzt.
Die Kirche verfügt über drei Glocken aus Bronze:
| Glocke | Gießjahr | Gießer                           | Schlagton | Gewicht (kg) | Durchmesser (cm) | Höhe (cm) | Krone (cm) | Inschrift |
| ------ | -------- | -------------------------------- | --------- | ------------ | ---------------- | --------- | ---------- | --- |
| 1      | 1867     | Carl Voß                         | g         | 429          | 114              | 72        | 17         | UMGEGOSSEN NACH WIEDERHERSTELLUNG / DES DURCH EINEN BLITZSCHLAG EINGEÄSCHERTEN / THURMES IM JAHRE 1867, VON C. VOSS IN STETTIN. |
| 2      | 1936     | Märkische Gießerei Hennickendorf | h         | 320          | 082              | 72        | 17         | MÄRKISCHE GIESSEREI HENNICKENDORF B. BERLIN.                                                                                    |
| 3      | 1936     | Märkische Gießerei Hennickendorf | d         | 180          | 069              | 58        | 14         | MÄRKISCHE GIESSEREI HENNICKENDORF B. BERLIN. HALTET AN / AM GEBET.                                                              |

Ihren Kanzelaltar von 1666 und die alte Balkendecke hatte die Dorfkirche Lichtenrade bereits 1922 verloren. Wenigstens hat der Innenraum der Kirche seit dem Wiederaufbau nach dem Kriege anstelle des Tonnengewölbes wieder eine flache Holzdecke. 1961 gab man mit dem stehenden Taufengel das letzte alte Ausstattungsobjekt der Kirche, ein handwerkliches Juwel von 1708, an die Tempelhofer Heimatsammlung ab. Im Jahr 1968 wurde die Orgel in Betrieb genommen.

## Orgel
Die Orgel der Dorfkirche Lichtenrade wurde 1968 von der Berliner Orgelbauwerkstatt Karl Schuke als Opus 225 erbaut.
| I Hauptwerk C–g3 |              |        |
| 1.               | Koppelflöte  | 08′    |
| 2.               | Praestant    | 04′    |
| 3.               | Rohrflöte    | 04′    |
| 4.               | Waldflöte    | 02′    |
| 5.               | Larigot      | 01 ⁄3′ |
| 6.               | Mixtur IV–V  |        |
| 7.               | Rohrschalmey | 08′    |
|                  | Tremulant    |        |

| II Rückpositiv C–g3 |                 |     |
| 08.                 | Singend Gedackt | 08′ |
| 09.                 | Blockflöte      | 04′ |
| 10.                 | Principal       | 02′ |
| 11.                 | Sesquialtera II |     |
| 12.                 | Scharff III–IV  |     |
| 13.                 | Regal           | 04′ |
|                     | Tremulant       |     |

| Pedal C–f1 |              |     |
| 14.        | Subbass      | 16′ |
| 15.        | Gemshorn     | 08′ |
| 16.        | Rohrpfeife   | 04′ |
| 17.        | Bauernpfeife | 02′ |
| 18.        | Fagott       | 08′ |

- Koppeln: II/I, I/P, II/P
- Spielhilfen: 2 freie Setzerkombinationen